# Baqa ash-Sharqiyya
Baqa ash-Sharqiyya (àrab: باقه الشرقية, Bāqa ax-Xarqiyya) és un municipi palestí de la governació de Tulkarem, a Cisjordània, 16 kilòmetres al nord-est de Tulkarem. Segons l'Oficina Central Palestina d'Estadístiques tenia 4.101 habitants el 2007. Els refugiats eren el 20,4% de la població de Baqa ash-Sharqiyya en 1997.
Es troba aproximadament s 3 kilòmetres a l'oest, a l'altra banda de la Línia Verda, limita amb Baqa al-Gharbiyye, («el ram de flors occidental») que es troba sota jurisdicció israeliana. Ambdues viles eren originàriament una sola, coneguda com a Baqa, fins a la guerra araboisraeliana de 1948. Abans de la Segona Intifada, Baqa ash-Sharqiyya tenia 4.000 dúnams; Israel confiscà uns 2,000 dúnams de terra per construir el Mur de Cisjordània.

## Història

### Època otomana
Baqa ash-Sharqiyya està situada en un lloc antic. Durant el govern otomà, en 1596, Baqa ash-Sharqiyya era situada a la nàhiya de Qaqun al sanjak de Nablus. Tenia una població de 35 llars, i pagaven taxes sobre el blat, ordi, cultius d'estiu, olives, cabres i/o ruscs, i una premsa per a olives o raïms.
En 1882 el Survey of Western Palestine Fons per a l'Exploració de Palestina descriu Baqa com «un petit llogaret en un lloc elevat, amb oliveres. Té un pou al sud i una petita "mukam" (tomba musulmana) cap al nord; l'envolten oliveres disperses i hi ha dues o tres palmeres a prop. Unes cases es mantenen separades, al sud-est, prop d'un segon mukam, anomenat Abu Nar (“Pare del Foc”).» Una pedra amb inscripcions aràbiques situada a l'entrada de la mesquita de la vila Podria ser el començament del text d'una dotació («waqf»).
Una llista de poblacions de 1887 mostra que Baqa ash-Sharqiyya tenia uns 180 habitants, tots musulmans.

### Època del Mandat Britànic
Segons el cens organitzat en 1922 per les autoritats del Mandat Britànic, Baqa Sharkiyeh tenia 269 musulmans, incrementats en el cens de Palestina de 1931 a 330 musulmans, en 67 cases.
En 1945 la població de Baqa ash-Sharqiyya era de 480 musulmans, amb una àrea de 3,986 dúnams, segons un cens oficial de terra i població. D'aquests, 173 dúnams eren per plantacions i terra de rec, 2,870 per cereals, mentre 14 dúnams eren sòl edificat.

### Després de 1948
Després de la de la Guerra araboisraeliana de 1948, i després dels acords d'Armistici de 1949 va restar en mans de Jordània. El rei Abdal·lah I de Jordània va cedir la regió de Wadi Ara a canvi de Hebron i com a resultat Baqa al-Gharbiyye quedà a la part occidental de la Línia Verda, separada de la part oriental, Baqa ash Sharqiyya. Ambdues viles encara mantenen estrets lligams socials i econòmics, però han estat reduïts degut a la construcció del Mur de Cisjordània al voltant de l'"enclavament de Baqa" de la Zona de Separació. Després de la Guerra dels Sis Dies el 1967, ha estat sota ocupació israeliana

#### Sanitat
Baqa ash-Sharqiyya allotge el Mother and Child Health Centre (MCH), usat per les viles palestines dels voltants (Nazlat Abu Nar i An-Nazla al-Gharbiya). Les instal·lacions del centre de salut de Baqa ash-Sharqiyya són designats com a MOH nivell 3.